# کتاب سال دانشگاهی
کتاب سال دانشگاهی یکی از جشنواره‌های فرهنگی در ایران است که از سوی مؤسسه انتشارات دانشگاه تهران برگزار می‌شود و به کتاب‌هایی که اعضای هیئت علمی دانشگاه‌های ایران، نویسنده یا مترجم آنها هستند، جایزه می‌دهد. تا کنون بیست و شش دورهٔ آن برگزار شده‌است.

## هدف
هدف از برگزاری این جشنواره، ارتقای سطح علمی و تشویق اعضای هیئت علمی دانشگاه‌های کشور است.

## منتخبان دورهٔ ۲۸ (۱۴۰۲)
منتخبان دورهٔ بیست و هشتم کتاب سال دانشگاهی عبارت‌اند از:
- محمود جمعه‌پور مؤلف کتاب «بازشناسی و بازآفرینی فرهنگ زیست‌بوم در ایران: جامعه ایرانی، فرهنگ و طبیعت»، انتشارات سمت (برگزیده گروه علوم اجتماعی و رفتاری)
- خلیل پروینی و حسین افسردیر مؤلفان کتاب «جستارهایی در آسیب‌شناسی ترجمه قرآن کریم و متون اسلامی از حیث مسائل زبانی»، انتشارات دانشگاه تهران (برگزیده گروه علوم انسانی)
- پیروز حناچی و سید حسین اکبری مترجمان کتاب «میراث صنعتی و هویت‌های منطقه‌ای؛ ویرایش کریستیان ویکه، اشتفان برگر، یانا گولومبک»، انتشارات دانشگاه تهران منتشر (شایسته تقدیر گروه هنر و معماری)
- عباسعلی علی‌اکبری بیدختی مؤلف کتاب «مقدمه‌ای بر لایه مرزی جو» (علوم پایه)
- هومن رحمتی هولاسو، امین مرندی و حسینعلی ابراهیم‌زاده موسوی مؤلفان کتاب «راهنمای جامع ماهی گلدفیش: نژادها، تغذیه، تکثیر و پرورش، بهداشت و بیماری‌ها و درمان» (پزشکی و دامپزشکی)
- آیدین حمیدی مؤلف کتاب «اصول و روش‌های فناوری بذر (دوره دوجلدی)، (گروه کشاورزی و محیط زیست)
- نوید مستوفی و رضا ضرغامی مؤلفان کتاب «مکانیک سیالات و کاربرد آن در مهندسی شیمی» (گروه فنی و مهندسی)

### برگزیدگان بخش بین‌الملل
- Electromagnetic Analysis and Condition Monitoring of Synchronous Generators. Hossein Ehya and Jawad Faiz. Wiley and IEEE Press.
- The Archaeology of Iran from the Palaeolithic to the Achaemenid Empire. Roger Matthews, and Hassan Fazeli Nashli. Routledge World Archaeology.